# Piper papillicaule
Piper papillicaule är en pepparväxtart som beskrevs av Trel. & Yunck.. Piper papillicaule ingår i släktet Piper och familjen pepparväxter. Inga underarter finns listade i Catalogue of Life.